# 圣费利斯-达马里尼亚
圣费利斯-达马里尼亚是葡萄牙波尔图区的一个堂区。总面积9平方公里，总人口11171人，人口密度1241.2人/平方公里。